# 還魂
『還魂』（朝: 환혼）は2022年6月18日から2022年8月28日までtvNで放送されていた大韓民国のテレビドラマである。2022年12月10日から1月8日まで、シーズン2である「還魂:光と影」が放送された。魂を入れ変える“還魂術”によって運命がねじれた主人公たちがこれを乗り越え、成長していくファンタジーロマンスドラマ。

## あらすじ

### シーズン1
敬天大湖を中心に築かれた歴史にも地図にも存在しない国、大湖国では、｢水の気｣を操る術士達が暮らしていた。
今より少し前の時代、大湖国の術士で天附官の官主チャン・ガンは、魂を入れ替える禁術・還魂術を用いて人々を救い、還魂した者が暴走した場合にはそれを始末するという闇の業を行なっていた。病で子を残せない身体となっていた大湖国王コ・ソンは、チャン・ガンに命じて彼と自身を還魂させ、彼の妻トファと関係を持った。トファはそれと知らずに王の子を身籠る。
時は下って現在、術士を斬り回る刺客ナクスは、大湖国最大の商団組織松林の総帥パク・ジンが率いる術士の一団に追われ、窮地に追い込まれていた。負傷しながらサリ村の集落に逃げ込むと、追手の目を逃れるため村の女を捕まえ、還魂術を行う。駆けつけた術師たちがナクスの遺体を発見し、検案すると、還魂術特有の青い痕を発見する。しかし術の対象にされた村の女の身体に痕はなかった。
ナクスが目を覚ますと、彼女の魂はサリ村で暮らしていた目の見えない娘・ムドクの身体の中にいた。ムドクの身体は術士としての力を失っており、彼女は大湖城の妓楼・チソル楼に売られ、小舟で川を上る最中であった。チソル楼の得意客でもある四大術士家系の後継者、チン家のチン・チョヨン、パク家のパク・ダング、ソ家のソ・ユル、そしてチャン家のチャン・ウクは「天下四季」と並び称され尊ばれている。これらチン氏、パク氏、ソ氏、チャン氏の当主たちは皆、ナクスが生涯を捧げ討たんとする親の仇であった。チソル楼で盗みを働こうとしたのがバレて逃げ出したムドクは、チャン・ウクの客室に迷い込み彼と対峙する。ウクはムドクを侍女として自身の家に引き取ることにした。
ウクはムドクの目を一目見てその瞳の中にある還魂の青い痕に気づき、その正体を見破っていた。父チャン・ガンに気門を全て塞がれ水の気の術が使えない身体となったウクは、自らの気門を開くことのできる強大な力を持った術士を師匠に迎えることを望んでおり、ナクスこそがその師であると心に決め彼女を引き取ったのであった。気門を開き術士として術を体得したいと願うウクと、強大な術士の水の気に当てられることで術士としての力を取り戻そうとするムドクは利害が一致。表向きは主従関係、実際には師弟関係を結び、それぞれの目的に向けて動き出す。
失踪した官主チャン・ガンの留守を守る天附官の副官主チン・ムは、陰で還魂術を用いて国家を掌握しようと図る密団を「団主」として統率していた。術士の家系に恨みを持つナクスを利用し刺客として育て上げたのもチン・ムであった。野望を抱くチン・ムと、密団を陰から操る真の「団主」による計略は、次第に松林や術士家系、チン家が守護する鎮妖院、果ては王室までもを巻き込んだ大きな争いへと発展していく。その争いの裏には、還魂を始めあらゆる術を可能とする強大なエネルギーを持った石、「氷の石」の存在があった。さらに、長い間行方不明となっているチン家の長女であり類い稀なる神力を持った神女チン・ブヨンの影が、それぞれの思惑に影響を与える。

### シーズン2
シーズン1の最終話から3年。氷の石の気を得たことで換水（ファンス）の領域に達し死の淵から生還したウクは、その強大すぎる力ゆえに周囲から腫れ物のように扱われ、孤独を深めていた。王室及び松林、天附官の取り決めによりその力を還魂人の討伐に捧げることを定められたウクはある日、討伐対象の還魂人を追って鎮妖院に侵入する。そこで巡り会ったのは、チン家当主・ホギョンが長年の捜索の末に見つけ出し、3年間軟禁していたチン家の長女・ブヨンであった。
将来有望な若者と婚姻することで自由の身を得ようとするブヨンと、自らに宿る氷の石を神力により取り出し役目を終えることを望むウクは、互いの利益のために偽装結婚し、仮面夫婦となる。3年前、ブヨンを治療した当代最高の術師にして医師イ・チョルは、それ以前の記憶を失ったブヨンに、「いずれ記憶が戻ればそれと共に神力も戻るだろう」と告げていた。
狡猾な手段で自身の立場を守ったチン・ムは、還魂術で醜い巫女の姿に変えられた王妃に取り入り、鎮妖院を手中に収めるべく動き出していた。チン・ムの狙いは鎮妖院に厳重に保管された危険な妖器火の鳥の力を使い、天から再び「氷の石」を降らせることにあった。

## 出演（シーズン1）

### 主要人物
チャン・ウク：イ・ジェウク
テホ国のチャン家のお坊ちゃん。国中が騒ぐ非論理的出生の秘密を持っている。
ムドク：チョン・ソミン
ヒロイン。弱い肉体に閉じ込められた天下一の殺手。ウクの師匠。
ソ・ユル：ファン・ミニョン
テホ国のソ家の天才貴公子。文武両道かつ外貌も完璧である。幼いころに出会った少女のことを忘れられないでいる。

### ウクの周辺人物
パク・ジン：ユ・ジュンサン
テホ国最大手企業「ソンリム」の総師。ウクのことを息子のように接している。
キム・ドジュ：オ・ナラ
チャン家の執事。いつもウクのことを厳しく管理しているジンと口喧嘩している。
ジンム：チョ・ジェユン
天附官の副官主。自分の野望を叶えるためにタブー視されている邪術を使って思い通りにしている。
パク・ダング：ユ・インス
ソンリムの後継者。ウクとユルの友人。
チン・チョヨン：アリン（OH MY GIRL）
テホ国一番のセレブ。チン家の次女。

### 穂竹（セジュク）院の人物
ホ・ヨム：イ・ドギョン
テホ国の医療機関「穂竹院」の院長。優れた医術を持ちながら、茶目な一面も見せる。
ホ・ユノク：ホン・ソヒ
ヨムの孫娘。祖父の技術を受け継いでいる。

### テホ国
コ・ウォン：シン・スンホ
テホ国の世子。ムドクの前でだけ本音を表す。
コ・スン：チェ・グァンイル
テホ国の国王。後継がいない兄の後継者として即位した。
ソ・ハソン：シム・ソヨン
テホ国の王妃。ユルの伯母。
コ・ソン：パク・ビョンウン
テホ国の先王。生前、ウクの父と体を入れ替えたことがあった。

## 出演（シーズン2）

### 主要人物
チャン・ウク：イ・ジェウク
テホ国のチャン家のお坊ちゃん。3年前にムドクに殺されたが、体に宿っていた氷の石の力で蘇った。氷の石の力で還魂人を退治するため、「怪物を捕まえる怪物」と恐れられている。
ナクス/チン・ブヨン：コ・ユンジョン
ヒロイン。暴走し死の淵まで行ったムドク（ブヨン、ナクス）の身体をチン・ホギョンが引き上げ、イ・チョルがブヨンの真気を使って治療した。イ・チョルによればこの治療のため身体に同居していたブヨンの魂は失われ、ブヨンの身体にナクスの魂が宿った状態になっており、魂に合わせて顔貌のみがナクスのものに変化している。3年前の事件で記憶とブヨンとしての神力を失っている。
ソ・ユル：ファン・ミニョン
西湖城のソ家の天才貴公子。3年前の事件を契機に西湖城に帰郷したが、ある苦痛を抱えている。

### ウクの周辺人物
パク・ジン：ユ・ジュンサン
テホ国最大手企業「ソンリム」の元総師。現在は隠居して、農業と料理を嗜んでいる。
キム・ドジュ：オ・ナラ
チャン家の執事。ジンに思いを寄せているが、3年前の事件がきっかけでウクを心配している。
パク・ダング：ユ・インス
ソンリムの後継者。3年前からチョヨンに思いを寄せている。

### ユルの周辺人物
ソ・ユノ：ト・サンウ
ユルの叔父。野望を抱いて、テホ城に入る。

### 天附官の人物
チン・ム：チョ・ジェユン
天附官の副官主だったが、3年前の事件で官主に昇格。自分の野望を叶えるためにタブー視されている邪術を使って思い通りにしている。

### チン家の人物
チン・ボギョン：パク・ウネ
鎮妖（チンヨ）院の院長。自身の神力が衰える前に後継者を探している。
チン・チョヨン：アリン（OH MY GIRL）
テホ国一番のセレブ。チン家の次女。3年前の事件でパク・ダングとの婚姻は流れたが、想いは未だ通じ合っている。

## 視聴率

### シーズン1
| Ep     | 放送日        | 平均視聴率 | 平均視聴率 | 参考          |
| Ep     | 放送日        | 全国       | ソウル     | 参考          |
| ------ | ------------- | ---------- | ---------- | ------------- |
| 第1話  | 2022年6月18日 | 5.2％      | 4.8％      | [ 12 ]        |
| 第2話  | 2022年6月19日 | 5.9％      | 6.0％      | [ 13 ]        |
| 第3話  | 2022年6月25日 | 5.3％      | 5.3％      | [ 14 ]        |
| 第4話  | 2022年6月26日 | 6.8％      | 6.9％      | [ 15 ]        |
| 第5話  | 2022年7月2日  | 5.4％      | 5.3％      | [ 16 ]        |
| 第6話  | 2022年7月3日  | 6.6％      | 6.9％      | [ 17 ] [ 18 ] |
| 第7話  | 2022年7月9日  | 5.3％      | 5.2％      | [ 19 ]        |
| 第8話  | 2022年7月10日 | 6.8％      | 6.7％      | [ 20 ]        |
| 第9話  | 2022年7月16日 | 5.2％      | 5.3％      | [ 21 ]        |
| 第10話 | 2022年7月17日 | 7.0％      | 6.8％      | [ 22 ]        |
| 第11話 | 2022年7月23日 | 5.0％      | 4.9％      | [ 23 ]        |
| 第12話 | 2022年7月24日 | 7.0％      | 7.0％      | [ 24 ]        |
| 第13話 | 2022年7月30日 | 6.3％      | 6.0％      | [ 25 ]        |
| 第14話 | 2022年7月31日 | 7.6％      | 7.5％      | [ 26 ]        |
| 第15話 | 2022年8月6日  | 6.6%       | 6.7％      | [ 27 ]        |
| 第16話 | 2022年8月7日  | 7.5％      | 7.5％      | [ 28 ]        |
| 第17話 | 2022年8月20日 | 7.7％      | 7.8％      | [ 29 ]        |
| 第18話 | 2022年8月21日 | 9.3％      | 9.8％      | [ 30 ]        |
| 第19話 | 2022年8月27日 | 7.9％      | 8.1％      | [ 31 ]        |
| 第20話 | 2022年8月28日 | 9.2％      | 9.9％      | [ 32 ]        |